# Angel and the Badman
Angel and the Badman é um filme norte-americano de 1947, do gênero faroeste, dirigido por James Edward Grant e estrelado por John Wayne e Gail Russell.

## Produção
Este é o primeiro filme produzido pelo astro Wayne, e um dos mais simbólicos em que atuou. Não foi um grande sucesso à época do lançamento, mas, desde que caiu em domínio público em 1974, tornou-se o filme do ator mais exibido pela televisão americana, entre os que ele fez na Republic Pictures.
O enredo, sobre um criminoso que desiste das armas em nome do amor, é reminiscente de vários faroestes que John Ford realizou na era muda.
Angel and the Badman é o único filme dirigido pelo roteirista James Edward Grant, que trabalhou diversas vezes com Wayne nesta função.

## Sinopse

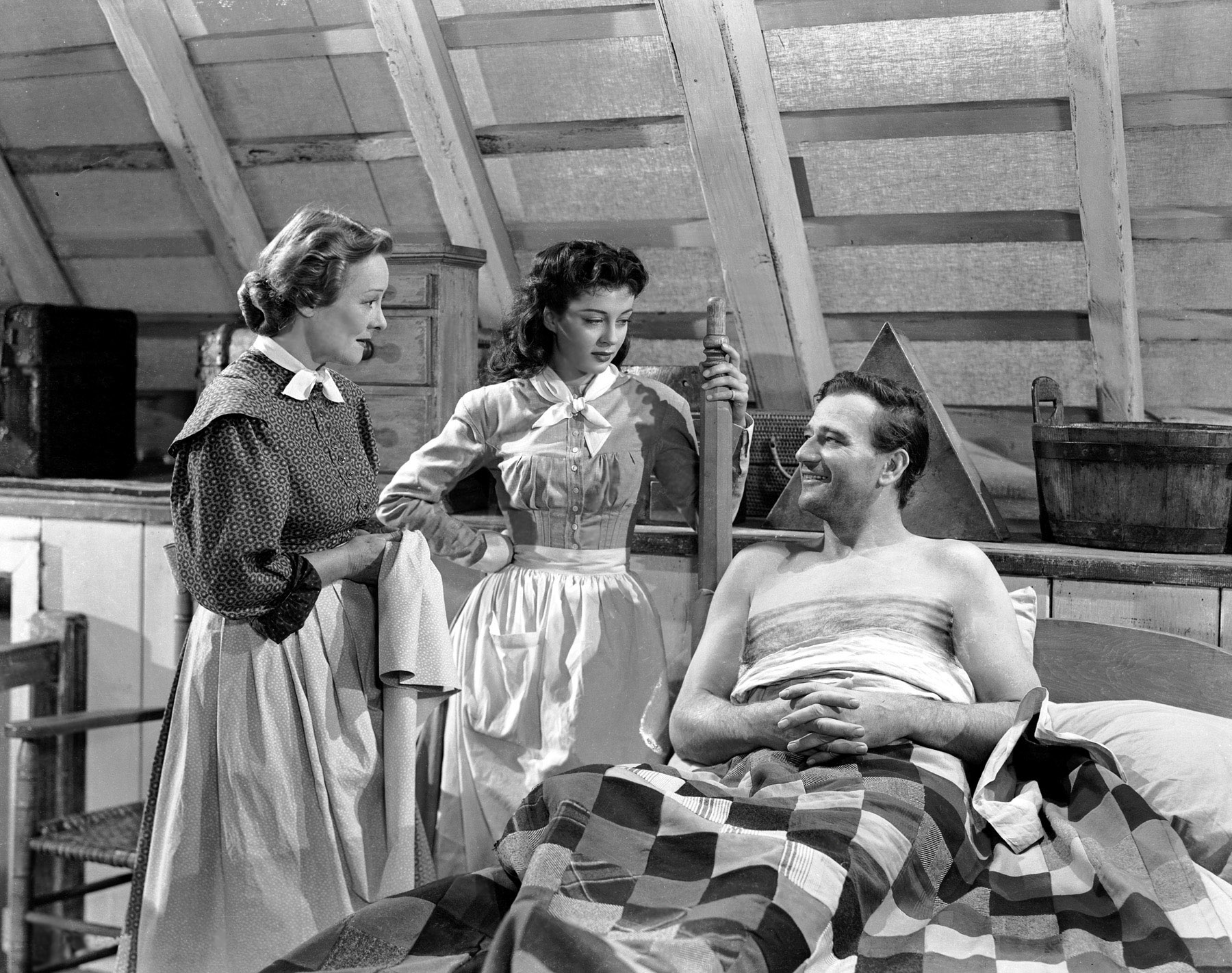
Irene Rich e Gail Russell cuidam de John Wayne nesta cena do filme

Western realizado por equipe habitual dos filmes de John Ford, incluindo-se o fotógrafo Archie Stout, o músico Richard Hageman e os atores John Wayne (1907-1979), e Harry Carey (1878-1947), este último personagem da maioria dos primeiros westerns de Ford.  O diretor-roteirista James Edward Grant (1902-1966) colaborou com Wayne em Hondo, Alamo e Comancheros.
Primeiro filme que Wayne produziu em sua carreira, traz o ator no papel do bandoleiro Quirt Evans. Ferido numa emboscada, é tratado por uma família de quakers - Prudence Worth, sua mãe e o avô Thomas. Seu propósito é convalescer e vingar-se de Laredo Stevens, assassino de seu pai de criação. Por amor a Prudence, desiste de seu plano, mas Laredo ataca o casal, deixando Prudece ferida e Quirt novamente disposto à vingança.

## Elenco

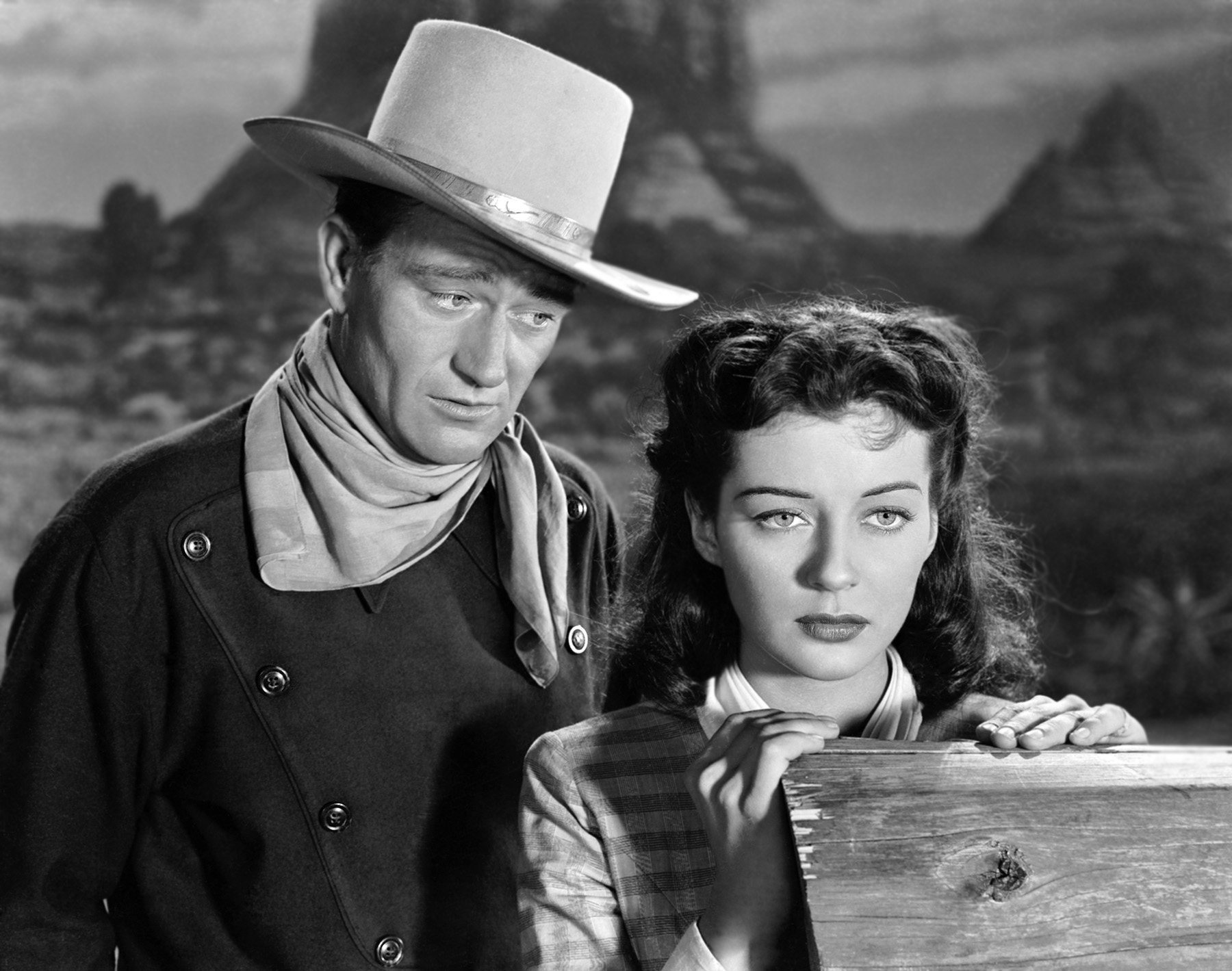
John Wayne e Gail Russell em cena do filme.

| Ator/Atriz    | Personagem         |
| ------------- | ------------------ |
| John Wayne    | Quirt Evans        |
| Gail Russell  | Penelope Worth     |
| Harry Carey   | Wistful McClintock |
| Bruce Cabot   | Laredo Stevens     |
| Irene Rich    | Senhora Worth      |
| Lee Dixon     | Randy McCall       |
| Stephen Grant | Johnny Worth       |
| Tom Powers    | Doutor Mangram     |
| Paul Hurst    | Frederick Carson   |
| Olin Howland  | Bradley            |
| John Halloran | Thomas Worth       |
| Joan Barton   | Lila Neal          |
| Craig Woods   | Ward Withers       |
| Marshall Reed | Nelson             |